# Polyptyque de la chartreuse de Pavie

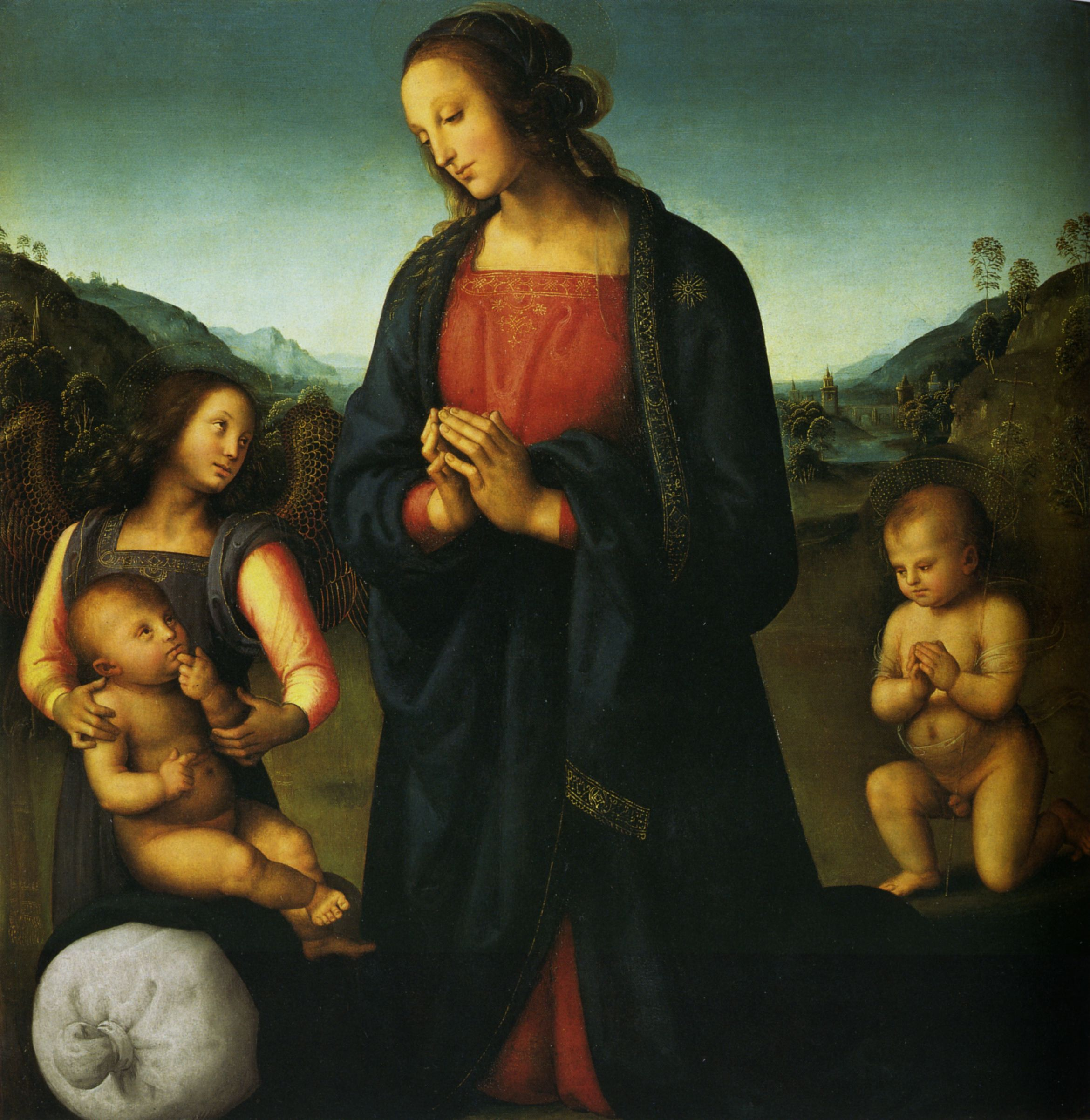
La Vierge au sac

Le Polyptyque de la chartreuse de Pavie (en italien : Polittico della Certosa di Pavia) est un ensemble de peintures religieuses à l'huile sur bois du Pérugin, datant de 1496 - 1500 environ, conservé à la National Gallery à Londres.

## Histoire
Le triptyque fut commandé par Ludovic Sforza pour la chapelle de saint Michel de la Chartreuse de Pavie, édifice symbole du mécénat des  Visconti-Sforza.
En 1490, le duc de Milan avait déjà envoyé un agent à Florence afin de se faire une idée sur la scène artistique en obtenant des descriptions et avis de la part des grands maîtres du moment, Sandro Botticelli, Domenico Ghirlandaio, Filippino Lippi et Pietro Vannucci.
En 1494 Ludovic Sforza, qui avait initialement commandé un retable (Déposition)  à Filippino Lippi, l'œuvre n'ayant pas été terminée, opta finalement pour Le Pérugin qui, entre le XIVe et le XVe siècle, était probablement l'artiste le plus célèbre et le plus demandé d'Italie.
Du retable original initialement installé au-dessus de l'autel de la chartreuse en 1499 comptait six panneaux, il ne reste en place que la partie supérieure du panneau central du Dieu le Père bénissant parmi les anges. Les autres parties existantes prélevées en 1784, et qui aboutirent 1856 à la National Gallery de Londres où elles sont conservées encore aujourd'hui, sont remplacées  par des copies réalisées en 1586.
La critique récente considère que le panneau central  est l'original d'une réplique de La Vierge au sac.

## Thème
- Le panneau central (114 × 64 cm environ) reprend la représentation récurrente dans la peinture chrétienne de la Vierge à l'Enfant (ou Madone), soit la Vierge Marie avec l'Enfant Jésus. Un ange les accompagne, trois les surmontent.
- Le panneau latéral gauche (114 × 56 cm environ)  représente saint Michel selon l'iconographie chrétienne armé et les ailles déployées, Satan à ses pieds, accompagné de ses attributs conventionnels.
- Le panneau latéral droit (114 × 56 cm environ) représente L'Archange Raphaël et Tobie.

## Description
- Le compartiment central, le plus important représente La Vierge à l'Enfant et Anges. La Vierge est campée sur le côté droit parée de ses traditionnelles couleurs rouge et bleu, priant agenouillée et les mains jointes. Son regard mélancolique s'abaisse vers un sac blanc en partie couvert par son manteau et sur lequel est assis l'Enfant soutenu par un ange qui semble l'interroger du regard. L'Enfant aussi regarde Marie. Sur le haut volent trois anges qui lisent des phylactères.

- Les compartiments latéraux montrent respectivement l'archange Michel et l'archange Raphaël avec Tobie.

Les dimensions du polyptyques ne sont pas celles originales car des  « coupes » sont évidentes :
- La base du compartiment Raphaël et Tobie : seule une petite partie de la tête du petit chien qui dans la légende accompagne les deux personnages lors de leur voyage est visible.
- La ligne d'horizon n'est pas à la même hauteur dans les panneaux latéraux.
- Dans le panneau central, les genoux de la Vierge et le sac semblent coupés.

Sur certaines photographies des années 1950, les compartiments latéraux possèdent une cimaise avec un cintre sur le sommet dû à un ajout non original, aujourd'hui supprimé.

## Analyse
Le dessins sont clairs et bien définis, les lignes liantes, les compositions sereines et plaisantes caractérisées par une ambiance melancolique et des arrière-plans typiques du maître.

## Sources
- (it) Cet article est partiellement ou en totalité issu de l’article de Wikipédia en italien intitulé « Polittico della Certosa di Pavia » (voir la liste des auteurs).